# Francisco Viti
Francisco Viti (ur. 15 sierpnia 1933 w Misasa-Evanga, zm. 15 kwietnia 2023 w Luandzie) – angolski duchowny katolicki, biskup diecezji Menongue i arcybiskup Huambo.
Urodzony jako protestant, w wieku jedenastu lat przeszedł na katolicyzm. Ochrzczony został przez angolańskiego księdza Antonio Abela. W 1946 zapoznał się z pracą saletynów, co zaważyło na jego dalszej formacji duchowej. W 1948 złożył podanie o przyjęcie do seminarium duchownego, do czego doszło w roku następnym. Święcenia kapłańskie otrzymał w 1963. Od 1975 był biskupem w Menongue, a od 1986 arcybiskupem w Huambo. W czasie wojny domowej w Angoli przebywał przez dziewięć lat w Europie. Na emeryturę przeszedł w 2003.